# Kanton Approuague-Kaw
Kanton Approuague-Kaw (francouzsky Canton d'Approuague-Kaw) byl francouzský kanton v departementu Francouzská Guyana v regionu Francouzská Guyana. Tvořila ho obec Régina, jejíž hranice se překrývaly s hranicemi kantonu. Zrušen byl po reformě kantonů 2014.